# 东方电气

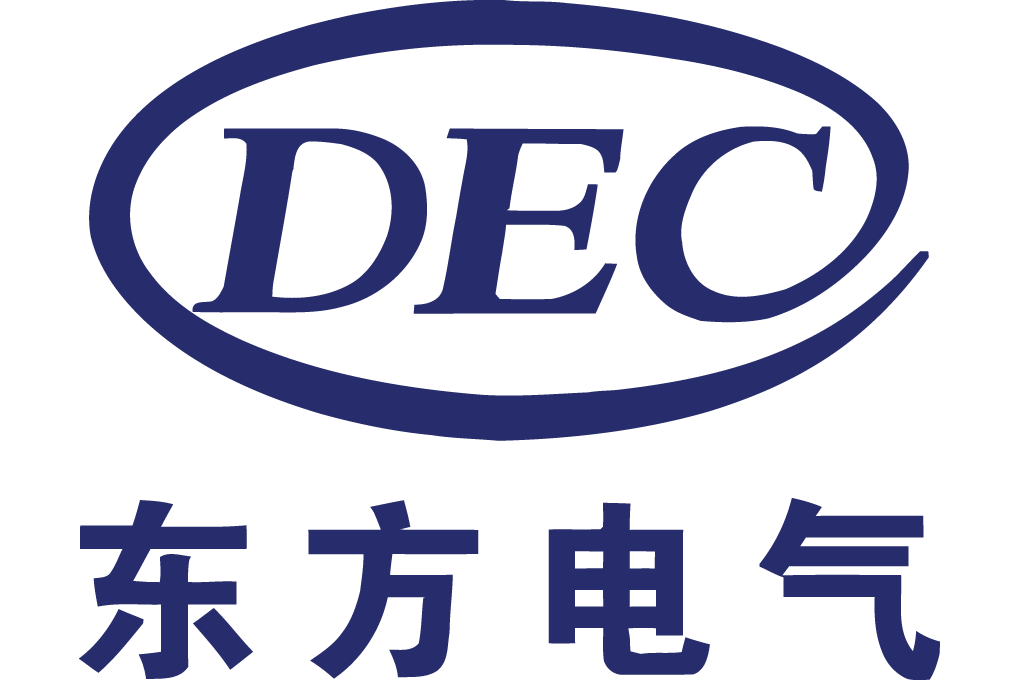
global logo

中國東方電氣集團公司，簡稱東方電氣集團、東電集團，是中國最大的發電機制造和發電站工程承包商之一，也是國務院國資委監管的中國中央企業，總部位於四川成都。直至2005年，資產總額達400億人民幣，員工2.8萬人。集團子公司是東方電氣股份有限公司（港交所：1072,上交所：600875），其H股及A股分別在香港交易所及上海證券交易所上市。

## 歷史
- 1958年：東方電氣的前身東方電機廠成立。
- 1984年：東方電氣集團成立。
- 1993年：東方電機廠改制成東方電機股份有限公司。
- 1994年：東方電機股份H股在香港交易所上市。
- 1995年：東方電機股份A股在上海證券交易所上市。
- 2001年：東方電氣集團被正式確認為國家級企業技術中心。
- 2007年：東方電氣集團整體上市，東方電機股份有限公司改稱為東方電氣股份有限公司。[5][6]

## 連結
- 中國東方電氣集團公司（页面存档备份，存于）
- 中國東方電氣股份有限公司（页面存档备份，存于）